# Ervin Fakaj
Ervin Fakaj (15 juni 1976) is een Albanees voormalig voetballer die als verdediger speelde.
Fakaj begon zijn carrière in eigen land in bij KS Flamurtari Vlorë. Daarna verhuisde hij naar CD Toledo waar hij niet aan spelen toe kwam. Tussen 1998 en 1999 speelde hij bij twee Duitse clubs: Eintracht Nordhorn en Hannover 96. Tussen 1999 en 2001 speelde hij bij het Cypriotische Enosis Neon Paralimni. Hierna verhuisde hij naar het Belgische KRC Genk, waar hij slechts twee wedstrijden speelde. Na een passage bij MSV Duisburg speelde hij nog in eigen land voor KF Tirana en Partizan Tirana waar hij zijn loopbaan in 2005 besloot. 